# Andreas Büsser
Andreas Büsser (* 9. Februar 1963 in Uznach) ist ein ehemaliger Radrennfahrer aus der Schweiz und Weltmeister im Radsport.

## Sportliche Laufbahn
Andreas «Andy» Büsser spezialisierte sich früh in seiner Radsportkarriere auf die Querfeldeinrennen, bestritt aber auch Strassenrennen. Bereits 1983 nahm er an der Weltmeisterschaft der Junioren teil. 1986 fuhr er eine Saison für das professionelle Radsportteam Mondia. 1990 gelang ihm der Sieg bei den UCI-Weltmeisterschaften im Querfeldeinrennen in Spanien vor Miloslav Kvasnička. National konnte er dagegen keinen Titel gewinnen, hier war sein bestes Ergebnis ein 3. Rang 1991 beim Sieg von Thomas Frischknecht.